# Национален университет „Острожка академия“
Национален университет „Острожка академия“ се намира в град Острог, Ровненска област, Украйна.
Считан е за първото висше училище в Източна Европа, основан е през 1576 г. От 2009 до 2014 г. има статут на автономен изследователски университет.
Ползва помещения в бившия капуцински манастир (1775-1832 г.) и женското училище „Граф Дмитро Блудов“ – стария учебен корпус, както и в открития през 2019 г. нов учебен корпус.

## История
Острожко славяно-гръко-латинско училище (академия) — най-старата украинска научна и образователна институция  . Първото висше учебно заведение в Източна Европа. Основан е през 1576 г. от княз Константин-Васил Остроцки в родния му град Остроз . Неговата племенница осигури големи средства за развитието на академията — Княгиня Халшка Острожка (6000 копейки). 7 февруари 1577 г стр. — първото споменаване на училището в предговора към книгата на Пьотр Скарга „За единството на Божията църква“.  Дейността на Острожката академия се основава на изучаването на седемте свободни науки (реторика, граматика, диалектика, аритметика, геометрия, музика, астрономия), както и на висшите науки: философия, теология, медицина, традиционни за средновековна Европа. Студентите на Острожската академия владеят пет езика: славянски, полски, староеврейски, гръцки и латински. Първият ректор на училището е писателят Х. Смотрицки, учители — изключителни украински и чуждестранни педагози-учени от онова време, като Демян Наливайко, Христофор Филалет, Васил Суразки, Иван Лятос, Кирило Лукарис, Клирик Остроцки и преподаватели от Краковския и Падуанския университети. О. Ш. имаше голямо влияние върху развитието на педагогическата мисъл и организацията на училищното обучение в Украйна: по-късно братските училища в Лвов, Луцк и Владимир последваха нейния пример. Ученици на училището са били: известният учен и писател Мелетий Смотрицки, хетман Петро Сагайдачен, архимандрит на Киево-Печерската лавра Елисей Плетенецки и др. видни църковни и културни дейци. Основан през 1624 г в Острог на йезуитския колеж, училището Острог също запада през 1636 (или 1640  ) стр. престана да съществува.  Сградата на Академията е изчезнала, вместо нея се намира парк, както и печатницата на Иван Федорович 

## Модерност
Със заповед на президента на Украйна от 12 април 1994 г. започва възраждането на Острожката академия, а със заповед от 30 октомври 2000 г. университетът "Острожска академия" получава статут на национален. Университетът се радва на изключителна реноме както в Украйна, така и зад граници - през 1999 година, Острожската академия беше удостоена с XXVII Международна награда "За изключително качество", която беше вручена в Париж. На 22 юни 2007 г. беше открита виртуална научна библиотека на базата на Академията в Острог с участието на президента на Украйна .
На 21 октомври 2010 година, Академия Острог се присъединява като асоцииран член към Европейската асоциация на университетите, а на 7 декември 2014 година, NaUOA става един от съоснователите на Източноевропейската мрежа на университетите.
На 27 октомври 2016 година, президентът на Украйна Петро Порошенко официално откри първия етап от новата сграда на Острожката академия, която се намира в сърцето на град Острог. Той също така откри триумфалната арка, която беше изградена в чест на Острожката Библия. Присъства и участва във възторжението, посветено на 440-годишнината на Острожката академия.
През 2019 г. честването на 25-годишнината от възраждането на Острожската академия, както и откриването на нова сграда, се състоя с подкрепата на Украински културен фонд .
На 11 ноември 2021 г. при откриването на международния форум, посветен на 455-годишнината на Острожката академия, министърът на образованието и науката на Украйна Сергий Шкарлет произнесе приветствено слово

## Структура
Учебно-научен институт по социално-хуманитарно управление 
Факултет по романо-германски езици 
Стопански факултет 
Образователен и научен институт по право на името на Йоаникий Малиновски 
Учебно-научен институт по международни отношения и национална сигурност 
Учебно-научен център за задочно и дистанционно обучение 

## Личности

### Финансиращи
- Галшка Острожка (1539—1582) – принцеса, племенница на Васил-Костянтин Остроцки, основател на академията.
- Константин Василий II Острожки (1526—1608) – основател на академията, княз (син на Константин Иванович Острог ), украински магнат, воевода на Киев, маршал на Волин, политически и културен деец, един от най-богатите и влиятелни магнати на Полско-Литовската общност .
- Иван Федорович (1510—1583) – нейният първи известен типограф, гравьор, леярски майстор, основател на печатницата в Острог.

### Учители
Учители от 16-ти и 17-ти век
- Никифор Параскес Кантакузен (1537—1599) — църковен деец, полемист, завършил Падуанския университет, преподавал в Острожската академия.
- Христофор Филалет (2-ра половина на 16 век - начало 17-ти век ) — автор на едно от най-забележителните произведения на украинската литература от края на 16 век Изкуство. под името "Апокрисис".
- Зизаний Лаврентий (1560 г — след 1634 г.) — украински лингвист, писател, преводач, учител, теолог и църковен деец.
- Герасим Смотрицки (? — 1594) - писател и учител от дребно дворянско семейство от Подолия . Бил е писар в Камянецкото староство, през 1576 г. е поканен от княз Константин Острожски в Острог, където става една от водещите фигури на Острожкия научен и литературен кръг; от 1580 г — първият ректор на училището в Острог.
- Кирил Лукарис (1572—1637, по други данни 1638) - Православен църковен деец, патриарх на Александрия (1602-1621) и Константинопол (от 1621), преподавател в Острожката академия.
- Демян Наливайко (? — 1627) — украински православен църковен деец и писател, член на Острожкия култов и световен център, придворен свещеник на княз К. Острожски, учител в Острожкото училище, брат на Северин Наливайка, син на кожухар.
- Иван (Ян) Лятош (около 1539 г — преди 1608 г.) — Полски лекар, математик и астроном, професор в Краковската академия. Доктор по медицина. Преподавател и декан по астрономия в Острожската академия.
- Дионисий Рали Палеолог (? - около 1620 г.) — църковен и културен деец, митрополит (1600). Участва в подготовката на Острожката библия. Един от организаторите на антиосманското въстание на Балканите . Гръцки
- Иван (Йов) Княгиницки (около 1550—1621) — руски (украински) църковен и просветен деец, учител в Острожката школа, основател на Манявския манастир .
- Васил Суразки (средата на 50-те години XVI Изкуство. — между 1604-1608 г.) — украински писател-полемист, член на Острожския научен и литературен кръг.
- Андрий Римша (около 1550 г — след 1595 г.) — беларуски поет- панегирист и преводач, възпитаник на Острожската академия.
- Клирик Острожки (2-ра половина на 16 век - начало 17-ти век ) — неразгадан псевдоним на украински писател полемист. Завършва Острошко училище. Бил е член на научния и литературен кръжок на преподавателите на академията.

Учители от XX-XXI век
- Андрухович Юрій Ігорович (1960) — український письменник, перекладач, кандидат філологічних наук, викладає на спеціальності «Літературна творчість» у Національному університеті «Острозька академія».
- Атаманенко Алла Євгенівна — доктор історичних наук, професор, декан факультету міжнародних відносин, директор Інституту досліджень української діаспори, співредактор журналу «Український історик» (США, Європа, Канада, Австралія, Україна), член-кореспондент Української Вільної Академії Наук в США та Канаді, автор понад 150 наукових публікацій та книг «Термінологічний словник з історії мистецтва», «Українське Історичне Товариство: сорок років діяльности (1965 — 2005)» (співавтор Л. Винар).
- Глотов Олександр Леонідович (1953) — український літературознавець, журналіст. Член Національної спілки журналістів України (з 1992 року). Доктор філологічних наук, професор.
- Жуковський Василь Миколайович (1952) — доктор педагогічних наук, професор, завідувач кафедри англійської мови та літератури Національного університету «Острозька академія», настоятель студентсько-викладацького храму преп. Ф. Острозького НаУОА. Автор десятків праць із методики викладання іноземних мов, історії педагогіки України та США, проблем духовно-морального і морально-етичного виховання молоді. Під його керівництвом розроблено перший в Україні навчально-методичний комплекс з основ християнської етики.
- Зайцев Микола Олександрович — доктор філософських наук, професор, завідувач кафедри культурології та філософії.
- Ірванець Олександр Васильович (1961) — український письменник, викладач кафедри української мови і літератури Національного університету «Острозька академія».
- Карповець Максим В'ячеславович (1987) — український філософ, культуролог, кандидат філософських наук, старший викладач кафедри культурології та філософії, заступник декана гуманітарного факультету НаУОА з наукової роботи.
- Ковальський Микола Павлович (1929—2006) — український історик, джерелознавець, археограф і етнограф, д-р істор. н. (1984), проф. (1985), голова Острозького осередку Українського історичного товариства, засновник дніпропетровської школи джерелознавців. Народився в м. Острог у вчительській сім'ї, належав до відомого роду волинської інтелігенції та громадських діячів. Наукова бібліотека Національного університету «Острозька академія» отримала в дар унікальну колекцію книг Миколи Павловича Ковальського, передану його донькою Іриною Ковальською-Павелко. Це понад три тисячі унікальних за широтою тематики та ретроспекції видань. Окрім цього за роки роботи професора Ковальського в Академії було налагоджено зв'язки із українською науковою діаспорою, Микола Павлович щороку завдяки своїм зв'язкам поповнював фонди бібліотеки.
- Ковальчук Віталій Богданович (1970), доктор юридичних наук, завідувач кафедри теорії та історії держави і права Національного університету «Острозька академія».
- Колос Михайло (1953) — кандидат юридичних наук, доцент, суддя Конституційного Суду України, викладач Кафедри правосуддя та кримінально-правових дисциплін Інституту права імені І. Малиновського у, Національного університету «Острозька академія».
- Кралюк Петро Михайлович — проректор з наукової роботи, доктор філософських наук, професор, член спеціалізованої ради в Інстиуті філософії ім. Г. Сковороди, член редколегії журналу слов'янських філософів «Софія» (м. Ряшів, Польща), член Національної спілки письменників України.
- Криловець Анатолій Олександрович — кандидат філологічних наук, доцент кафедри української мови і літератури Національного університету «Острозька академія». Автор понад 45 наукових праць. Відмінник освіти України. Поет, член Національної спілки письменників України.
- Новоселецька Світлана Володимирівна — доцент кафедри, відзначена орденом княгині Ольги.
- Павлюк Ігор Зиновійович (1967) — український письменник, лауреат Народної Шевченківської премії, доктор наук із соціальної комунікації, провідний науковий співробітник Інституту літератури імені Тараса Шевченка НАН України, професор Національного університету «Острозька академія».
- Пасічник Ігор Демидович (1946) — ректор Національного університету «Острозька академія», доктор психологічних наук, професор кафедри психолого-педагогічних дисциплін, академік Міжнародної слов'янської академії наук та АН ВШ України, заслужений працівник народної освіти України, ветеран праці, почесний професор Віденського міжнародного університету, Герой України.
- Попелюшко Василь Олександрович (1951) — доктор юридичних наук, доцент, викладач, адвокат, директор Інституту права ім. І. Малиновського Національного університету «Острозька академія».
- Руденко Ольга Мстиславівна — доктор наук з державного управління, професор, директор Інституту глобальних стратегій управління Національного університету «Острозька академія» Архив на оригинала от 2022-01-25 в Wayback Machine., член Комісії з питань вищого державного корпусу України[10].
- Рудько Сергій Олексійович (1980) — кандидат історичних наук, доцент кафедри міжнародних відносин, завідувач кафедрою країнознавства Національного університету «Острозька академія», заступник декана факультету міжнародних відносин із навчально-виховної роботи.
- Трофимович Володимир Васильович — завідувач кафедри історії, доктор історичних наук, професор, член двох спеціалізованих рад із захисту дисертацій, автор близько 100 наукових праць.
- Раймо́нд (Роман) Павлович Турконяк (1949) — професор, доктор теології, завідувач кафедри богослов'я Острозької академії, лауреат Шевченківської премії, здійснив унікальний переклад Острозької Біблії сучасною українською мовою.
- Хом'як Іван Миколайович — доктор педагогічних наук, професор, завідувач кафедри української мови і літератури Національного університету «Острозька академія». Автор понад 100 наукових праць із проблем української лінгводидактики та культури мови.
- Цолін Дмитро Васильович —доктор філологічних наук, знавець староєврейської, івриту й арамейської мови, доцент кафедри міжнародної мовної комунікації НаУОА.
- Штурхецький Сергій Володимирович (1977) — кандидат наук з державного управління, доцент кафедри журналістики. Автор понад 50 наукових праць, співавтор навчальних посібників із журналістської етики, безпеки журналістів. Заступник директора Інституту глобальних стратегій управління Національного університету «Острозька академія» Архив на оригинала от 2022-01-25 в Wayback Machine..
- Якубович Михайло Михайлович (1986) — кандидат історичних наук, український сходознавець, перекладач, дослідник доктринальної та філософської думки ісламського світу. Автор першого повного перекладу смислів Корану українською мовою з арабської, а також низки перекладів філософських та доктринальних праць ісламських мислителів. Дослідник релігійно-філософської спадщини Кримського ханства. Опублікував (у тому числі й у співавторстві) декілька монографій та понад 100 наукових розвідок в Україні та закордоном.

Възпитаници на 16-ти и 17-ти век
- Йов Борецки (1560—1631) — украински църковен, просветен и политически деец, митрополит на Киев, Галиция и цяла Русия. Възпитаник на Острожката академия. Учител и ректор на Лвовската братска школа, един от основателите и първи ректор на Киевската братска школа .
- Гаврило Дорофейович (около 1570 г — след 1624 г.) — древноукраински учен, учител и преводач, завършил Острожката академия.
- Мелетий Смотрицки (1577—1633) — украински лингвист, чиито трудове са повлияли на развитието на източнославянските езици; писател, църковен и просветен деец, завършил Острожката академия. Смотрицки е автор на уникалната „Славянска граматика“ (1619 г.), която систематизира църковнославянския език.
- Петро Конашевич Сагайдачен (1582—1622) — украински военен командир и политик, хетман на Запорожката армия, възпитаник на Острожката академия.

## Връзка
- Официален сайт
- Сайт за кандидати
- Блогове на първокурсници Архив на оригинала от 2016-10-17 в Wayback Machine.
- Факултети на Академия Острог
- Научна библиотека на Националния университет "Острожска академия"
- Дигитален архив на Националния университет "Острожска академия"
- Moodle — Национален университет „Острожка академия“.
- Институт за предуниверситетско, задочно и дистанционно обучение на Националната академия на науките
- сп. НаУОА. Правна поредица
- Център за политически изследвания на Националния университет на Украйна "OA"
- Мемориалът на Улас Самчук е посветен на 100-годишнината от рождението му!
- Мемориалът на Пьотр Зотович Андрухов
- Културология в НаУОА Архив на оригинала от 2021-12-07 в Wayback Machine.
- Научен блог на Националния университет "Острожска академия" Архив на оригинала от 2011-08-23 в Wayback Machine.
- Студентски проекти на Академия Острог
- дружество "Академик" Архив на оригинала от 2018-01-10 в Wayback Machine.
- Общество на името на Архив на оригинала от 2022-08-19 в Wayback Machine. Оглоблина Архив на оригинала от 2022-08-19 в Wayback Machine.
- Културно-художествен център Архив на оригинала от 2022-09-10 в Wayback Machine.
- Правна клиника "Pro Bono" Архив на оригинала от 2022-09-10 в Wayback Machine.
- Братството на спудеите Архив на оригинала от 2022-02-26 в Wayback Machine.
- Официален сайт на академията
- Лариса Антошчук. Основател на "Волински Атина". "Черната принцеса" Халшка Острожка[неработеща препратка] [недостъпна връзка от юли 2019 г. ]
- Най-добрите научни и педагогически работници на университетите на Украйна. — 2006, НаУОА[неработеща препратка] [недостъпна връзка от юли 2019 г. ]
- Уебсайт на Юридическия факултет на Украинската академия на науките[неработеща препратка]
- Чечелюк П. "украинска Атина". Острог културен феномен от Средновековието
- Чечелюк П. Академия Острог // Всеукраинско младежко информационно-аналитично списание "Стина"
- Образование на Украйна
- Тимошенко Л. Генезис и идея на Острожката академия в светлината на историографията и новите хипотези // Острожска античност. Научен сборник / Ред. номер Игор Пасичник (главен редактор), Игор Тесленко (кореспондент) и др. - Остриг: Издателство на Националния университет "Академия Острог", 2014. - Кн. 3. – С. 148-191. ( връзка )